# Gino Cesaretti
se prima di staccarsi ǀ illumina ǀ quello che non appare ǀ quando è giorno»
(Gino Cesaretti, Lucido e buio 1, in Attese disattese)
Gino Cesaretti (Lucca, 21 marzo 1917 – Bobbio, 13 dicembre 2015) è stato un romanziere, poeta e giornalista italiano. Ha ricoperto rilevanti incarichi nell'editoria scientifica.

## Biografia
Gino Cesaretti nasce a Lucca il 21 marzo 1917. Durante il secondo conflitto mondiale è ufficiale pilota di complemento della Regia Aeronautica. Nel 1946 si laurea in Scienze Agrarie presso l'Università di Pisa. Poco dopo si trasferisce a Milano e nel 1952 sposa la fiumana Iris Spogliarich, dalla quale nel 1957 ha un figlio, Paolo, e nel 1964 una figlia, Cristina. 
Milano è la sede principale della sua attività; nel 2006 si trasferisce a Bobbio (Pc).
Dagli anni '40 la sua attività si svolge in contatto e in amicizia con gli altri scrittori e giornalisti lucchesi all'avanguardia dell'innovazione giornalistica e letteraria a livello nazionale: Arrigo Benedetti, Romeo Giovannini, Mario Pannunzio, Guglielmo Petroni e Mario Tobino. Sono allora pubblicati i primi articoli su L’Europeo diretto da Arrigo Benedetti, cui segue l'attività di corrispondente del Risorgimento Liberale di Mario Pannunzio. Sempre alla direzione di Mario Pannunzio è affidato Il Mondo, ulteriore testata per la quale Gino Cesaretti redige numerosi contributi, parimenti lavorando a ulteriori approfondimenti per altri periodici e quotidiani, come per esempio Il Giorno.
Nel 1952 entra alla Mondadori con Alberto Mondadori e Remo Cantoni, poi diventa caporedattore del settore dedicato alla Scienza e alla Tecnica (la EST), dove svolge tutta la sua carriera editoriale, curando una fitta e apprezzata attività di pubblicazioni, anche in coedizione internazionale: lavora a collane monografiche, in particolare si segnala la Biblioteca della EST, oltre alle grandi opere enciclopediche, fra le quali l'Enciclopedia della Scienza e della Tecnica.
Nel 1967/68 con lo pseudonimo di Dario Varese pubblica interventi legati a temi e pubblicazioni di carattere scientifico e letterario per La fiera letteraria diretta da Manlio Cancogni.

### Attività letteraria
La sua produzione letteraria ha inizio negli anni del secondo conflitto mondiale, quando i suoi primi racconti appaiono su La Ruota di Mario Alicata e su Maestrale. Rivista mensile di poesia e di cultura. Prosegue pubblicando diverse narrazioni negli anni Cinquanta in Il Mondo, tre saranno poi incluse nella sua raccolta di racconti, Il violino del pilota. 
La sua produzione attira, fra gli altri, l'attenzione di Elio Vittorini.
Sarà proprio quest'ultimo il promotore della pubblicazione nei “Gettoni” einaudiani del primo romanzo di Cesaretti, I pipistrelli, apprezzato anche dal futuro Premio Nobel per la letteratura Eugenio Montale, che nel 1957 sul Corriere della Sera segnala Cesaretti come un unicum nella produzione letteraria dell'epoca. Vittorini discute di I pipistrelli anche con Italo Calvino, presentando il romanzo come “labirinto” dove “hai tante entrate, tante uscite (un'infinità di porte e di stanze). Non ti stanchi mai di camminare”. Lo stesso Calvino si sofferma più volte per corrispondenza sulle opere di Cesaretti, con l'Autore e di nuovo con Vittorini.
In un solo lustro Gino Cesaretti pubblica tre volumi di narrativa.
I pipistrelli (1957) è un romanzo che, come scrive Eugenio Montale, “si svolge nell'immaginaria città siciliana di T. e in un vicino aeroporto, pochi giorni prima dello sbarco degli alleati”, narra di “un tenente, Pittetto, che muore, vittima di un'incursione area sulla città. Lascia la moglie, Annina, e i poverissimi genitori di lei. Pittetto, Annina e il sottotenente aviatore Vitte formavano un clan di amici dominati dal malvagio influsso di un sergente, Gualterio, ex prete e spia, il quale professa un misticismo anarchico, a sfondo pansessuale”.

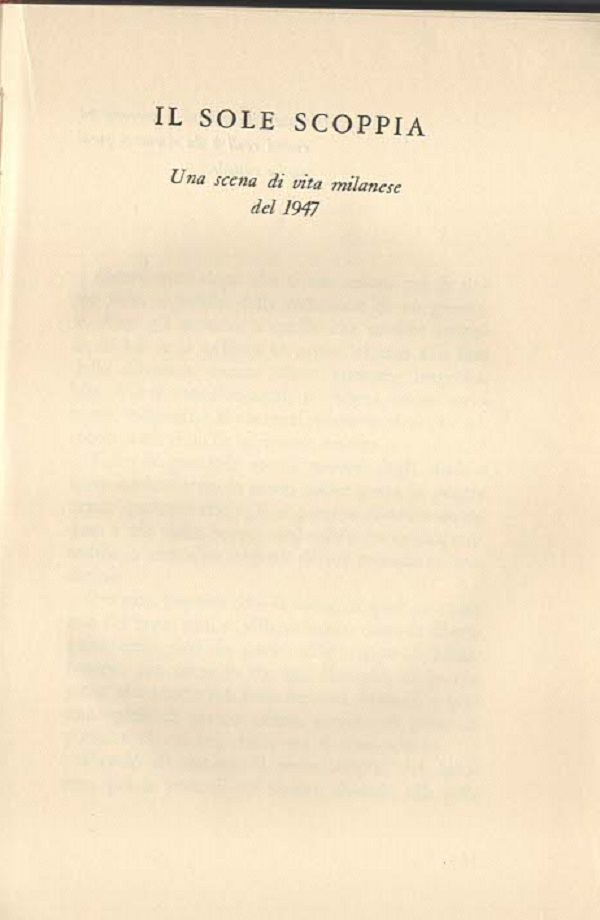
Il sole scoppia

Segue Il sole scoppia (1960), altro romanzo in cui lo scenario muta, gli eventi si svolgono a Milano nel 1947. Un ex aviatore, dopo il licenziamento dal giornale nel quale lavora, incontra il sergente istruttore, suo superiore nella scuola piloti. I due compiono stragi, rapine, ricatti, coinvolgendo anche l'ex direttore del giornale che tuttavia sceglie di collaborare con la polizia. I protagonisti risolveranno tra loro in modo sanguinoso una questione che risulta insolubile alle istituzioni.

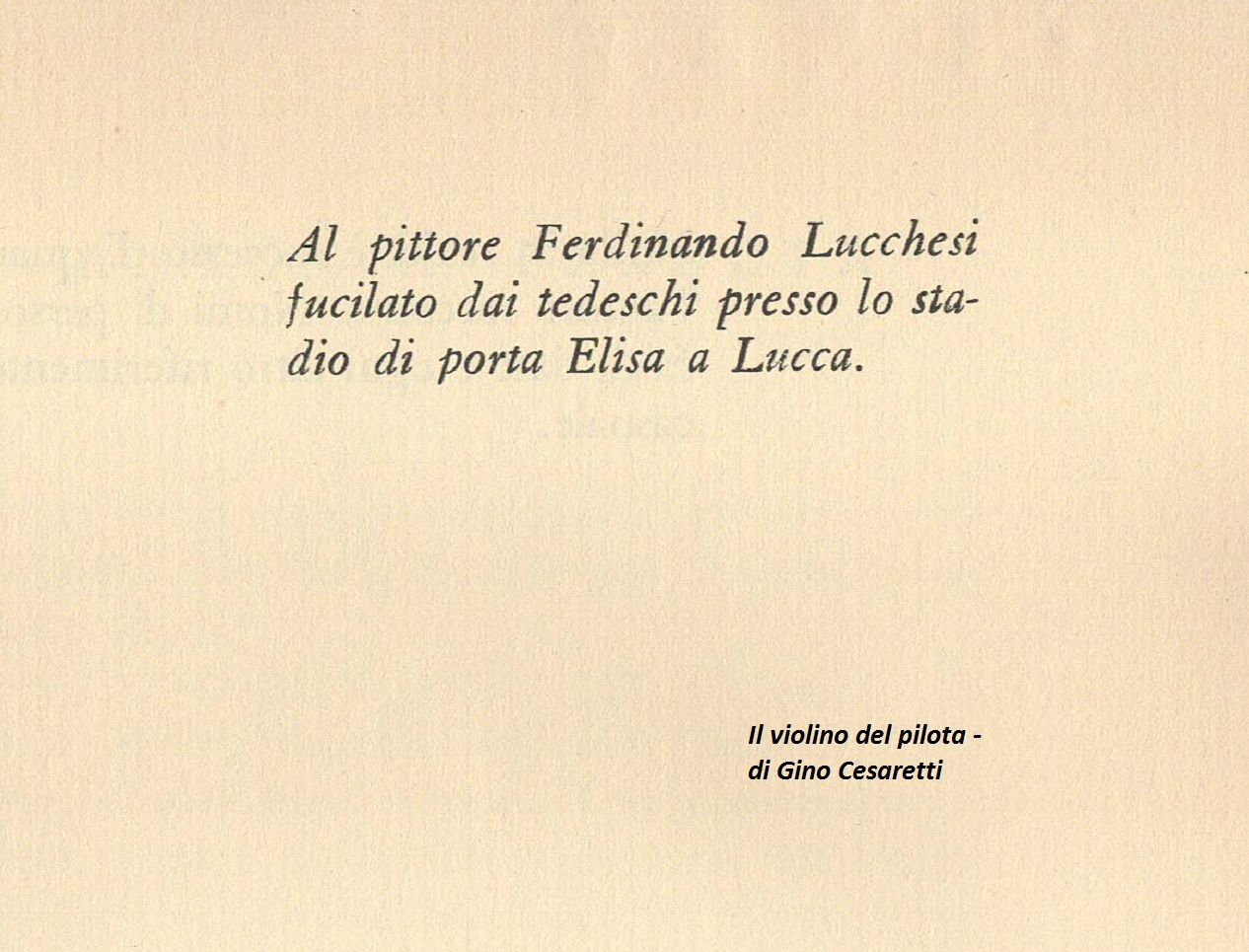
Il violino del pilota

Il violino del pilota (1962) raccoglie una serie di racconti, incentrati su una storia d'amore, sullo sfondo del paesaggio lucchese. Il più sviluppato è Antonia perduta nel quale il protagonista è un giovane incapace di adattarsi all'aspra realtà, che trova appagamento rifugiandosi nei musei d'arte, in particolare presso la Pinacoteca di Brera di Milano (vd. il racconto Ritorno a Brera) dove ammira le immagini di antichi maestri italiani nel rimpianto di Antonia.
In seguito Cesaretti, pur pubblicando racconti su riviste e periodici (per esempio Le Arti e La fiera letteraria), attende, sin dagli anni '60, a un corposo romanzo che conosce varie versioni per essere infine pubblicato nella tardissima età dell'autore, Lucido e buio, un'opera che copre un arco cronologico che va dagli inizi del secolo XX all'8 settembre 1943.
Il personaggio principale è Filippo Vannucchi, un giovane cresciuto a Lucca prima dello scoppio del secondo conflitto mondiale. Intorno a lui la vita cittadina è ritratta delineando le vicende delle famiglie e di alcuni singoli, artisti e intellettuali, che affrontano in diverso modo le crescenti difficoltà economiche e politiche. Si legge della vocazione religiosa di Gregorio Del Bianco, delle ambizioni letterarie ed editoriali di Quinto Poccianti, della carriera del medico Digiovanni, oltre che delle riflessioni scientifiche di Adele Lappona, insegnante privata di Filippo, e dell'astronoma romana Evelina Alba. L'Autore si sofferma spesso anche sulla vita dei genitori di Filippo, Virginia e Lorenzo, cui sarà riservata l'ultimissima scena. Dopo la prima delle tre parti che compongono l'opera (I: Fuori dalla città) la narrazione da Lucca si sposta a Roma (II: A Roma! A Roma!) e, con l'arruolamento di Filippo nell'aviazione, lo scenario muta, con riferimento a esperienze belliche soprattutto nei cieli siciliani, da Castelvetrano a Sciacca, fino a sorvolare Malta. Viene approfondita anche la figura del nipote dell'astronoma, Giacinto Alba, capitano della squadra di Filippo. La narrazione si alterna a spunti saggistici e disquisizioni su tematiche scientifiche riguardanti le cariche elettriche e il calore, senza tralasciare la descrizione di significative esperienze editoriali proprio a Roma durante il regime.

L'epilogo del libro (III: Un tableau di settembre) dipana definitivamente una serie di vicende esistenziali intricate e il protagonista ritorna, solitario, sulla scena, illuminato da una nuova dimensione identitaria, mentre il piccolo nucleo sopravvissuto a Lucca rimane in attesa. 

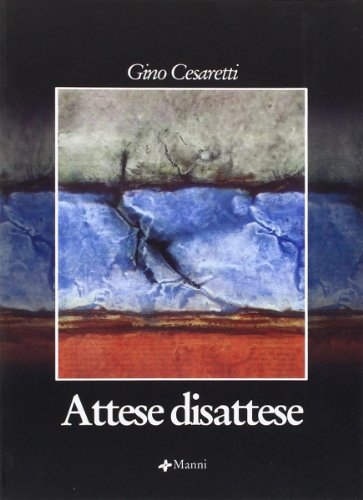
Attese disattese

Precedentemente, nel 2006, a 89 anni, Cesaretti aveva pubblicato presso Manni, Attese disattese, opera che raccoglie organicamente la “fioritura tardiva” della sua produzione poetica, consolidatasi come parallelo alla narrativa di Lucido e buio.
Nel medesimo anno un episodio cardiaco ne limita la possibilità di movimento, non però la vivacità intellettuale.

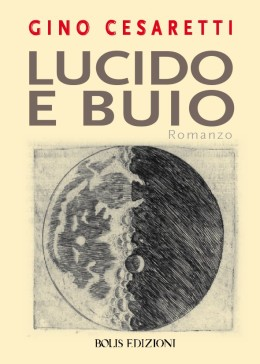
Lucido e buio

Lucido e buio viene finito di stampare a fine novembre 2015 per i tipi di Bolis Edizioni di Bergamo, con una “Nota introduttiva” di Daniela Marcheschi che sottolinea la “forza sorprendente” dell'opera scritta dal “decano della nostra letteratura”. 
Marcheschi aggiunge altresì che “Lucido e buio rappresenta una sorta di percorso avventuroso nella stessa letteratura della prima parte del XX secolo, una ‘enciclopedia’ del nostro Novecento”. 
Nella “Postfazione” il figlio Paolo Cesaretti espone i criteri filologici con i quali ha ricostruito il testo sulla base delle quattro versioni più avanzate lasciate dal padre nel 2006.
Il 5 dicembre 2015, in occasione della donazione del Fondo Cesaretti, costituita soprattutto da libri di carattere storico, alla Biblioteca Comunale di Bobbio (Pc), viene data notizia della pubblicazione, dopo che l'autore ne ha ricevuta la prima copia.
Il 13 dicembre 2015 Gino Cesaretti si spegne per complicazioni polmonari presso l'Ospedale di Bobbio.
Grazie ai figli di Gino Cesaretti, Paolo e Cristina, il 18 novembre 2019 è stata formalizzata la donazione al Centro Culturale di Studi Europei Sirio Giannini (Cisesg) di una notevole parte del patrimonio letterario raccolto e conservato dal padre nel corso degli anni.

## Opere
- I pipistrelli, romanzo, Einaudi Editore (I Gettoni), Torino 1957.
- Il sole scoppia, romanzo, Parenti Editore, Milano 1960.
- Il violino del pilota, racconti, Parenti Editore, Milano 1962.
- Attese disattese, poesie, Manni Editori, Lecce 2006.
- Lucido e buio, romanzo, Bolis Edizioni, Bergamo 2015.